# Большая Горожа
Больша́я Горо́жа (Вели́кая Горо́жа; бел. Бальшая Гарожа, бел. Вялікая Гарожа) — деревня в составе Вязьевского сельсовета Осиповичского района Могилёвской области Республики Беларусь.

## Этимология
Вторая часть данного имени собственного является названием-термином со значением «городьба», «ограда».

## Географическое положение
Большая Горожа, гранича на севере с лесом, расположена в 14 км на восток от Осиповичей и в 5 км от ж/д станции Брицаловичи, в 140 км от Могилёва, рядом с автодорогой Минск — Бобруйск. Регулярную планировку составляют три улицы, на пересечении которых находится общественный центр Большой Горожи и которые застроены деревянными домами.

## История
По переписи 1897 года Большая Горожа числилась в Замошской волости Бобруйского уезда Минской губернии с 236 жителями и 35 дворами. Также в деревне, согласно переписи, имелись заездный дом и смолярно-смолокуренный завод с двумя дворами и 22 жителями. В 1907 году упоминалась уже с 52 дворами и 325 жителями. В 1917 году числятся уже 73 двора с 427 жителями. С февраля по ноябрь 1918 года Большая Горожа была оккупирована германскими войсками, с августа 1919 по июль 1920 года — польскими. По данным 1925 года, в местной школе обучалось 37 учеников. В 1931 году здесь был создан колхоз.
Во время Великой Отечественной войны Большая Горожа была оккупирована немецко-фашистскими войсками с конца июня 1941 года по 29 июня 1944 года. В январе 1943 года оккупантами Большая Горожа вместе с посёлком Май была сожжена, при этом ими было убито 219 жителей деревни и 51 житель посёлка, которые впоследствии были захоронены в центре деревни в могиле жертв фашизма. На последней в 1974 году был установлен обелиск. На фронте же и при партизанской деятельности погибли 23 жителя.

## Население
- 1897 год — 236 человек, 35 дворов[1]
- 1907 год — 325 человек, 52 двора[1]
- 1917 год — 427 человек, 73 двора[1]
- 1926 год — 435 человек, 86 дворов[1]
- 1940 год — 380 человек, 118 дворов[1]
- 1959 год — 278 человек[1]
- 1970 год — 205 человек[1]
- 1986 год — 103 человека, 57 хозяйств[1]
- 2002 год — 54 человека, 29 хозяйств[1]
- 2007 год — 44 человека, 29 хозяйств[1]

## Комментарии
1. ↑  Основное название и ударение для него даны по: Назвы населеных пунктаў Рэспублікі Беларусь: Магілёўская вобласць: нарматыўны даведнік / І. А. Гапоненка і інш.; пад рэд. В. П. Лемцюговай. — Минск: Тэхналогія, 2007. — С. 60, 69. — 406 с. — ISBN 978-985-458-159-0.. Ударение и второе название даны по: Назвы населеных пунктаў Рэспублікі Беларусь: Магілёўская вобласць: нарматыўны даведнік / І. А. Гапоненка і інш.; пад рэд. В. П. Лемцюговай. — Минск: Тэхналогія, 2007. — С. 59. — 406 с. — ISBN 978-985-458-159-0.